# Katsuwonus pelamis
Pour les autres poissons nommés bonite, voir Bonite.
Genre
Espèce
Statut de conservation UICN

 LC  : Préoccupation mineure
Katsuwonus pelamis, communément appelé Bonite à ventre rayé, ou commercialement thon listao, thon rose ou thon rosé (skipjack tuna en anglais), est une espèce de poissons de la famille des Scombridae. C'est l'unique espèce du genre Katsuwonus (monotypique), donc proprement classé comme autre qu'un thon.

## Description et caractéristiques
Katsuwonus pelamis se distingue par les quatre à six longues lignes longitudinales sombres qui ornent son ventre blanc argenté. Le dos est gris-bleuté, sans dessin. Cette espèce mesure généralement autour de 80 cm de long, 1,1 m au maximum, pour près de 35 kg. Son espérance de vie est donnée pour 12 ans.

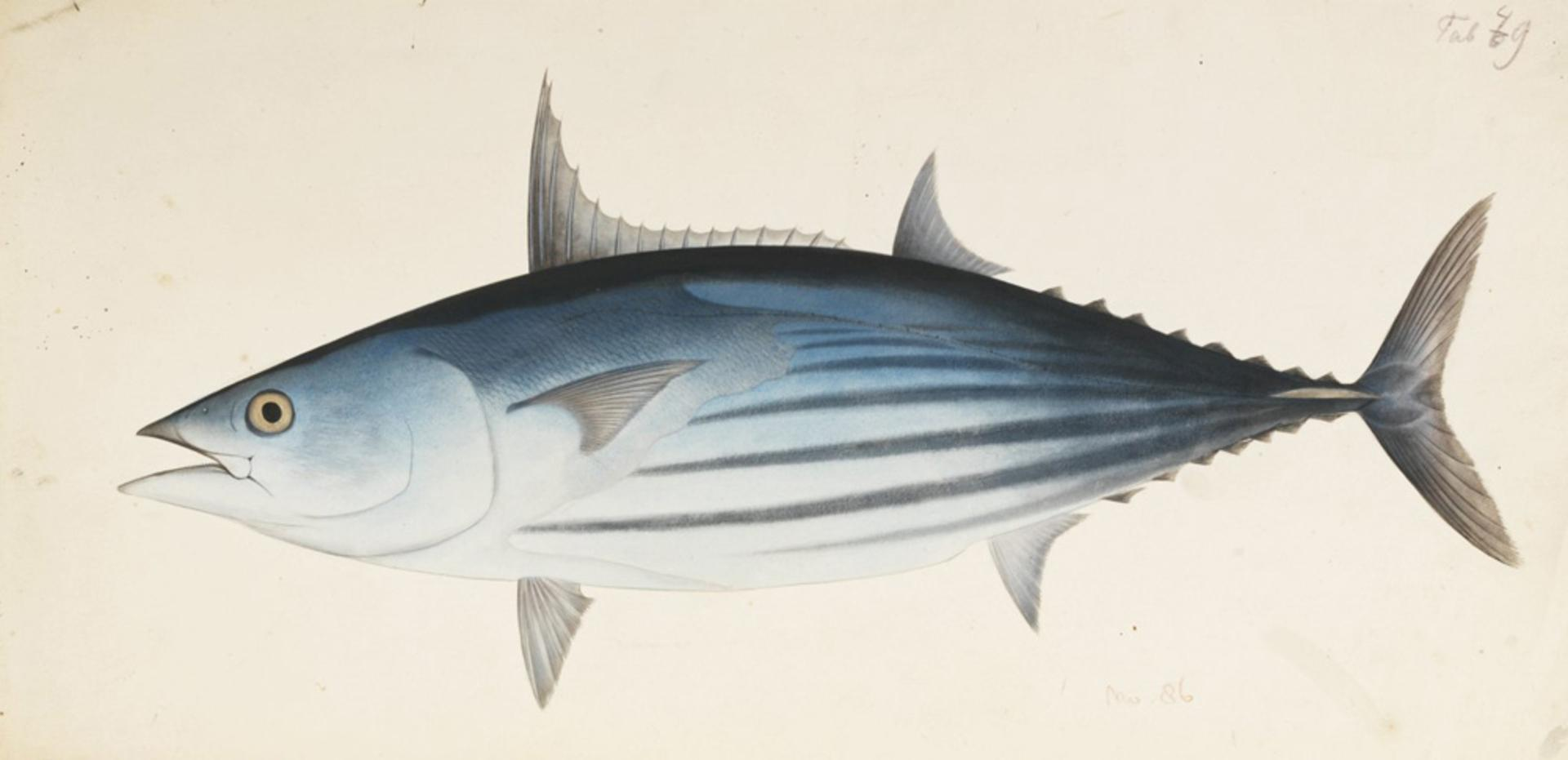
Dessin naturaliste
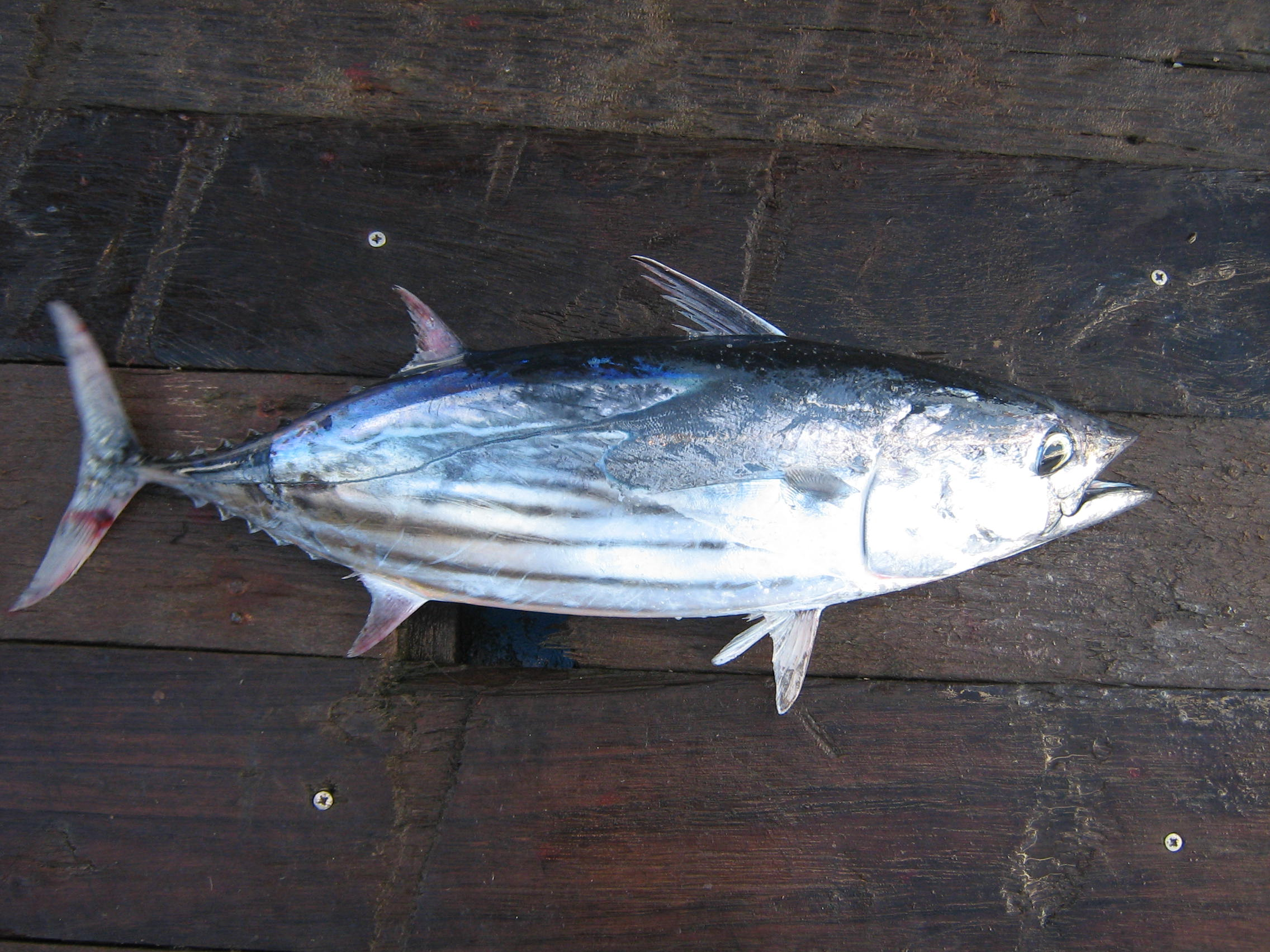
Spécimen frais

## Habitat et répartition
Katsuwonus pelamis est une bonite cosmopolite des eaux tropicales et chaudes ou tempérées (>15 °C), présente dans toutes les mers non glaciaires à l'exception de la mer Noire. De la famille des Scombridés, c'est un poisson migrateur.

## Pêche
Avec 2,8 millions de tonnes capturés en 2006, c'est la troisième espèce la plus pêchée au monde après l'anchois et le Colin d'Alaska. C'est une espèce qui est souvent classée dans les thons, et, à ce titre, c'est l'espèce de thon la plus pêchée au monde.

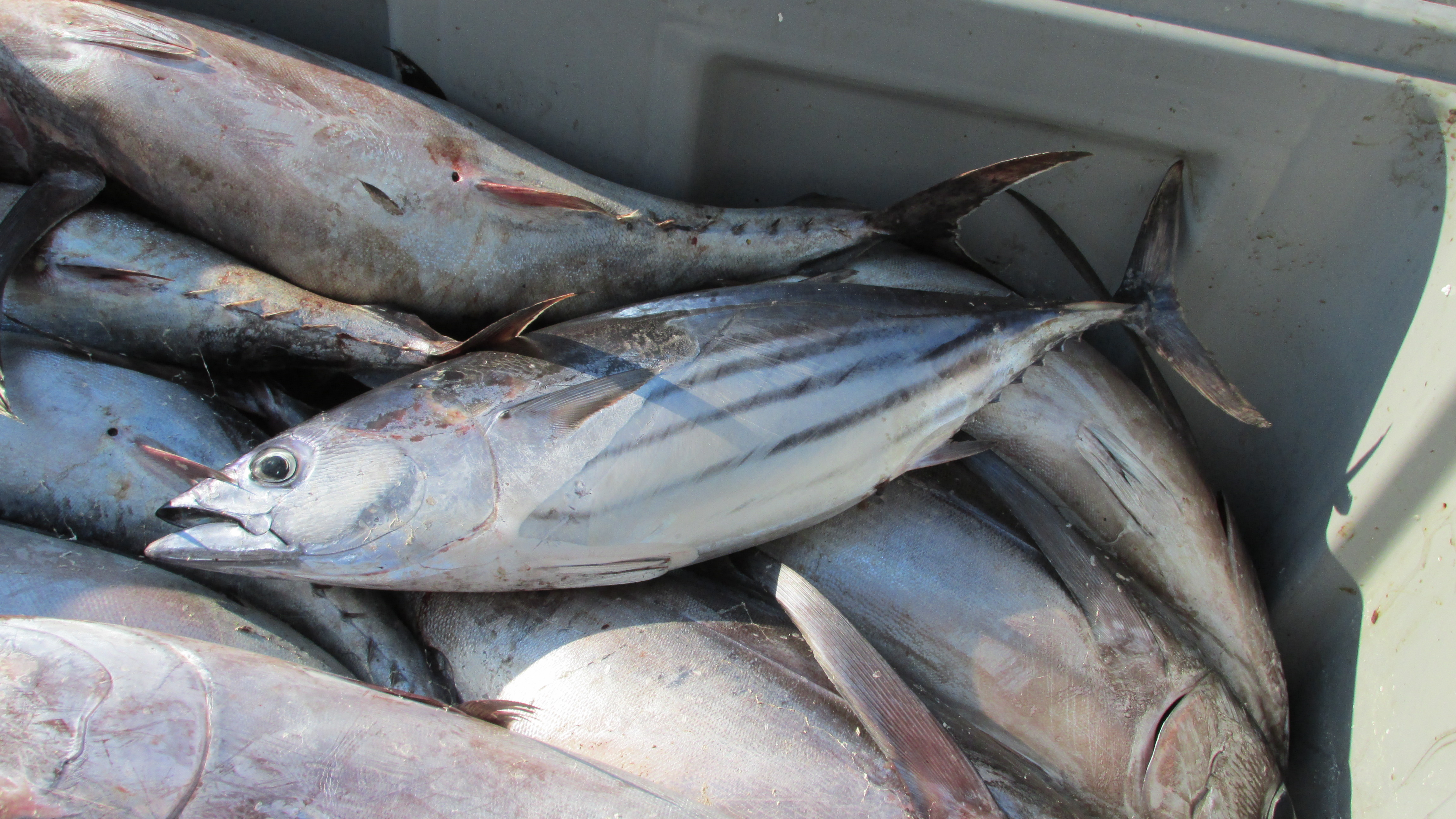
Pêche
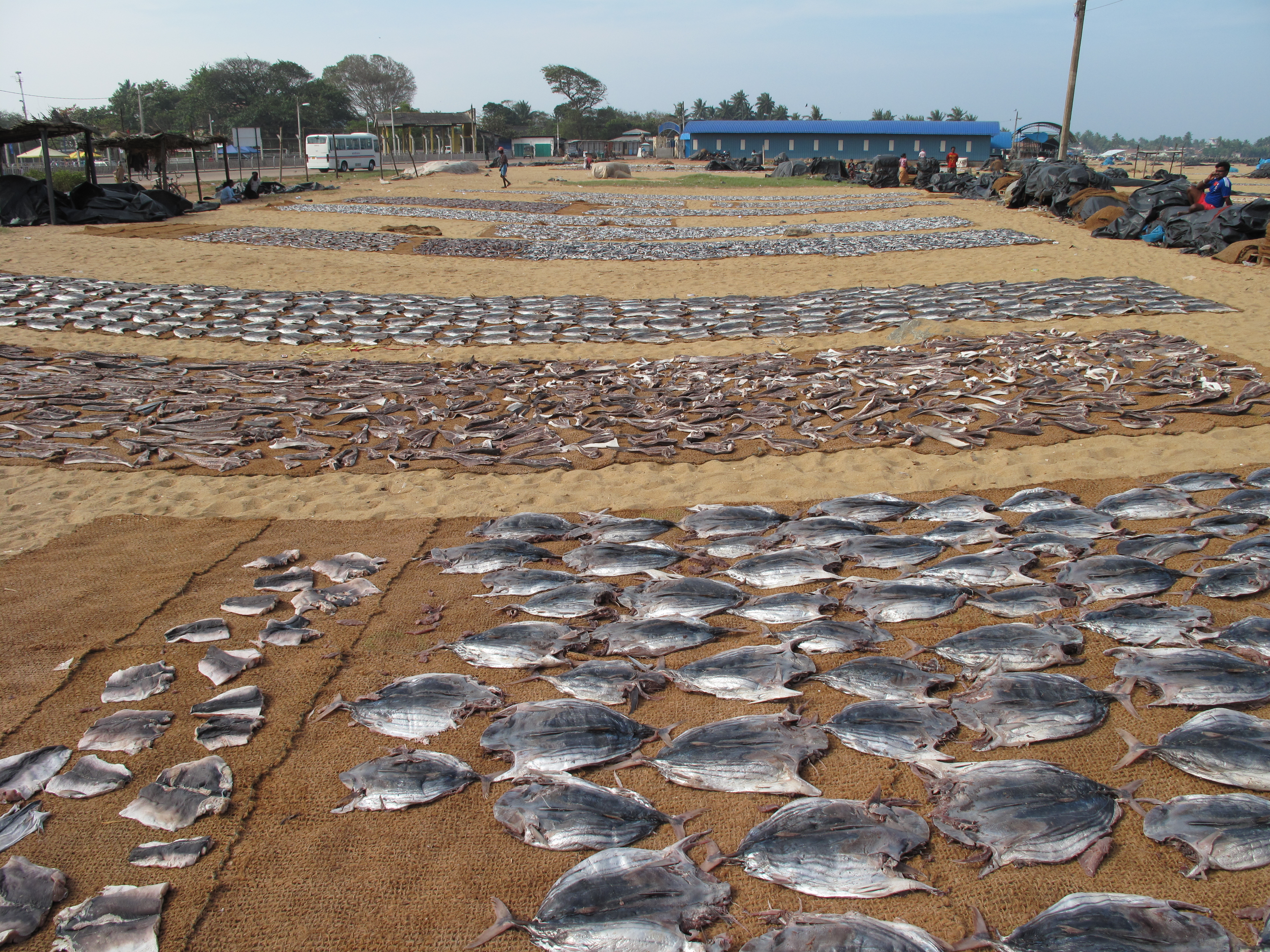
Bonites séchées au Sri Lanka

## Consommation
C'est un poisson apprécié mais qui peut bioaccumuler le mercure et le méthyl mercure, et en cas de mauvaises manipulations et/ou de rupture de la chaine du froid le thon (comme les autres poissons scombroïdes, c'est-à-dire de la même famille) compte parmi les sources les plus courantes d'intoxication à l'histamine dite dans ce cas scombrotoxisme. Ce risque est en France surveillé dans le cadre du « Plan de surveillance de l'histamine dans les produits de la pêche » (ainsi en 2006, sur 375 prélèvements, 10 non-conformités ont été mises en évidence par la DGAL).
On la retrouve dans la majorité des thons précuits en boîte, en Europe sous l’appellation thon listao.
L'espèce katsuwonus pelamis est utilisé dans différentes cuisines d'Asie, dont notamment :
- En cuisine indonésienne (appelé cakalang), notamment dans le cakalang fufu (en).
- En cuisine japonaise (appelé katsuo), en tataki, sushi ou sashimi. mais également dans certains condiments et sauces, telles que dashi, Katsuobushi (ou kezu ri bushi, 削り節), Shutō ou tsuyu.

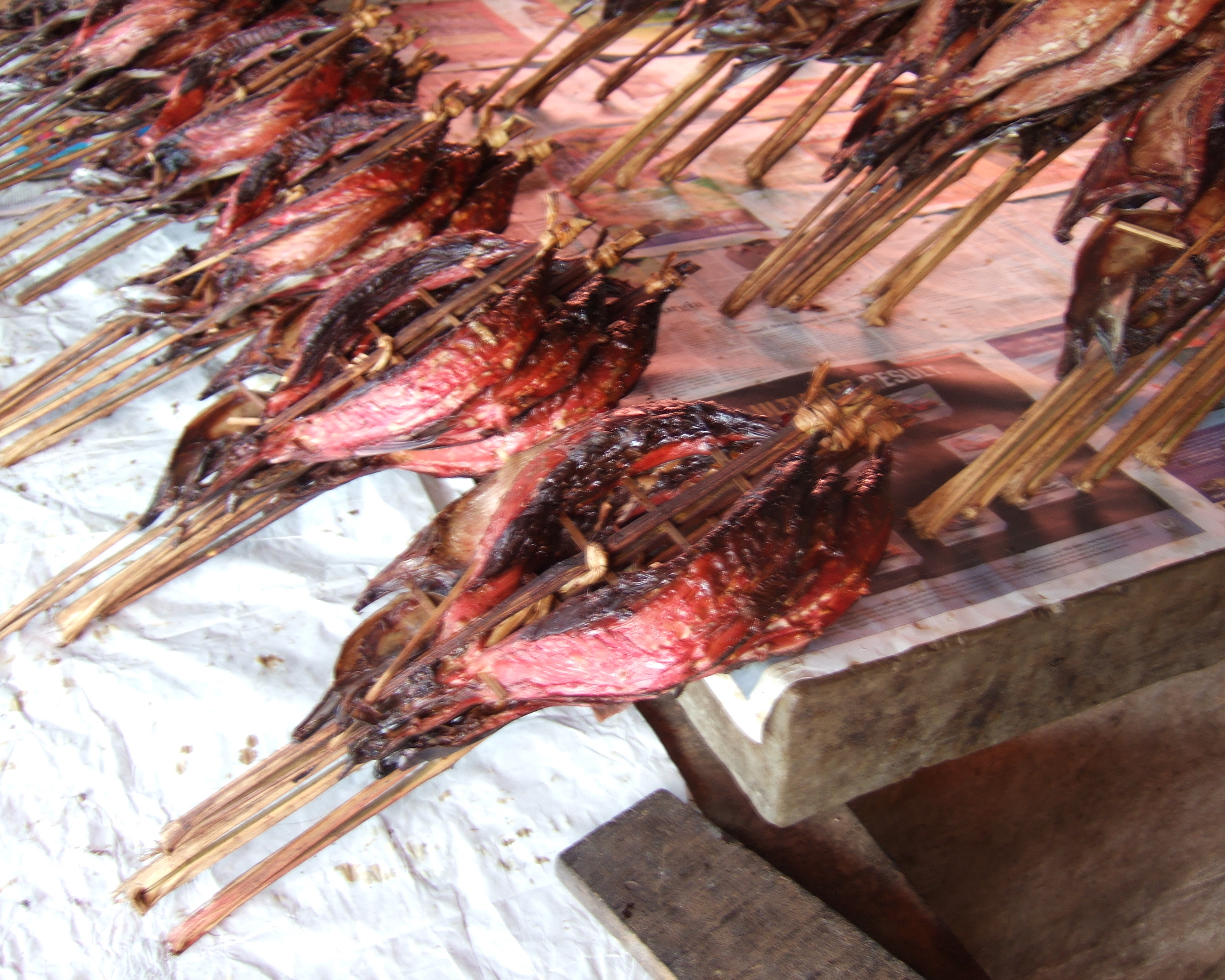
Cakalang fufu en Indonésie
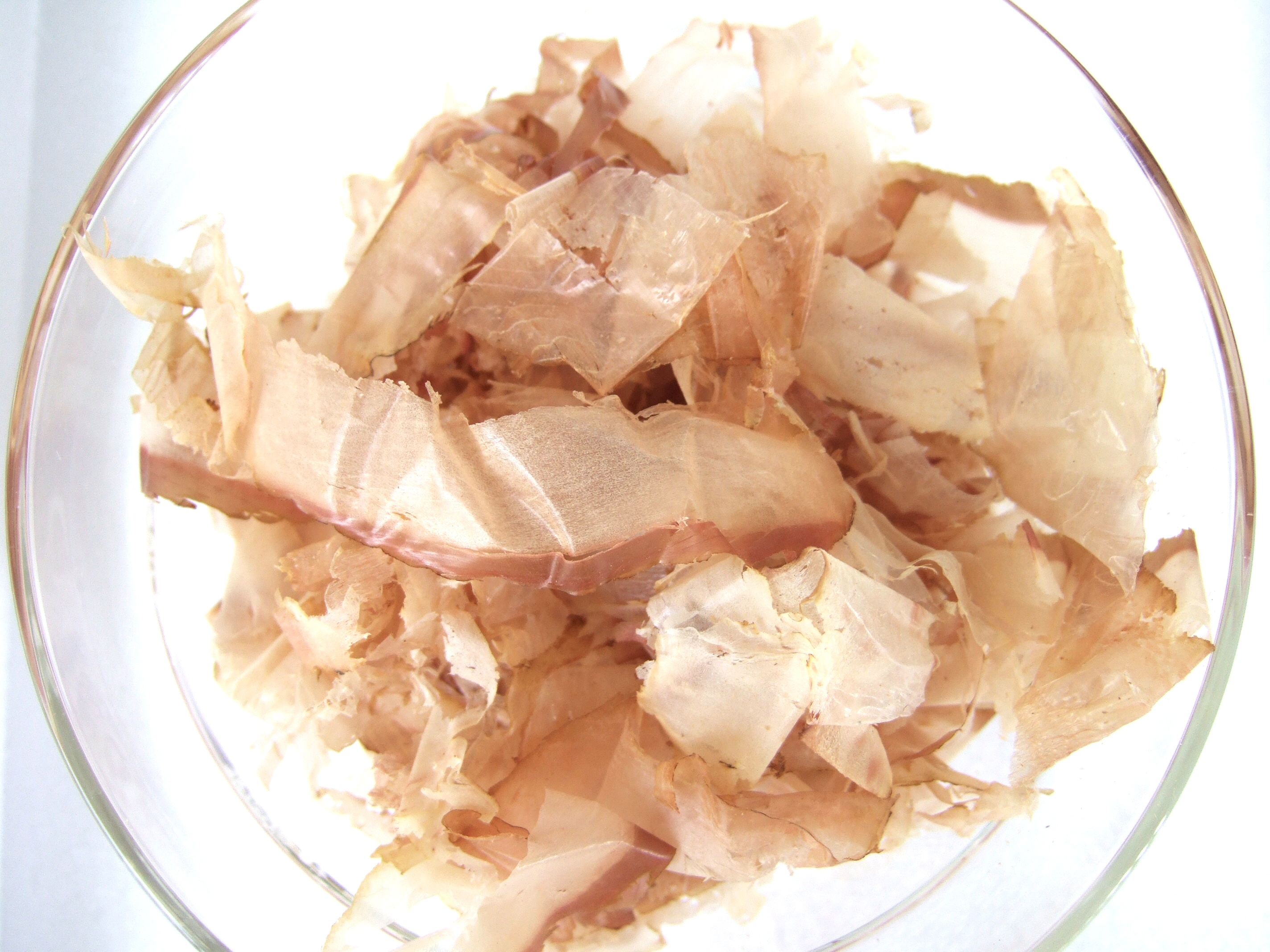
Katsuo bushi (ou kezu ri bushi) au Japon
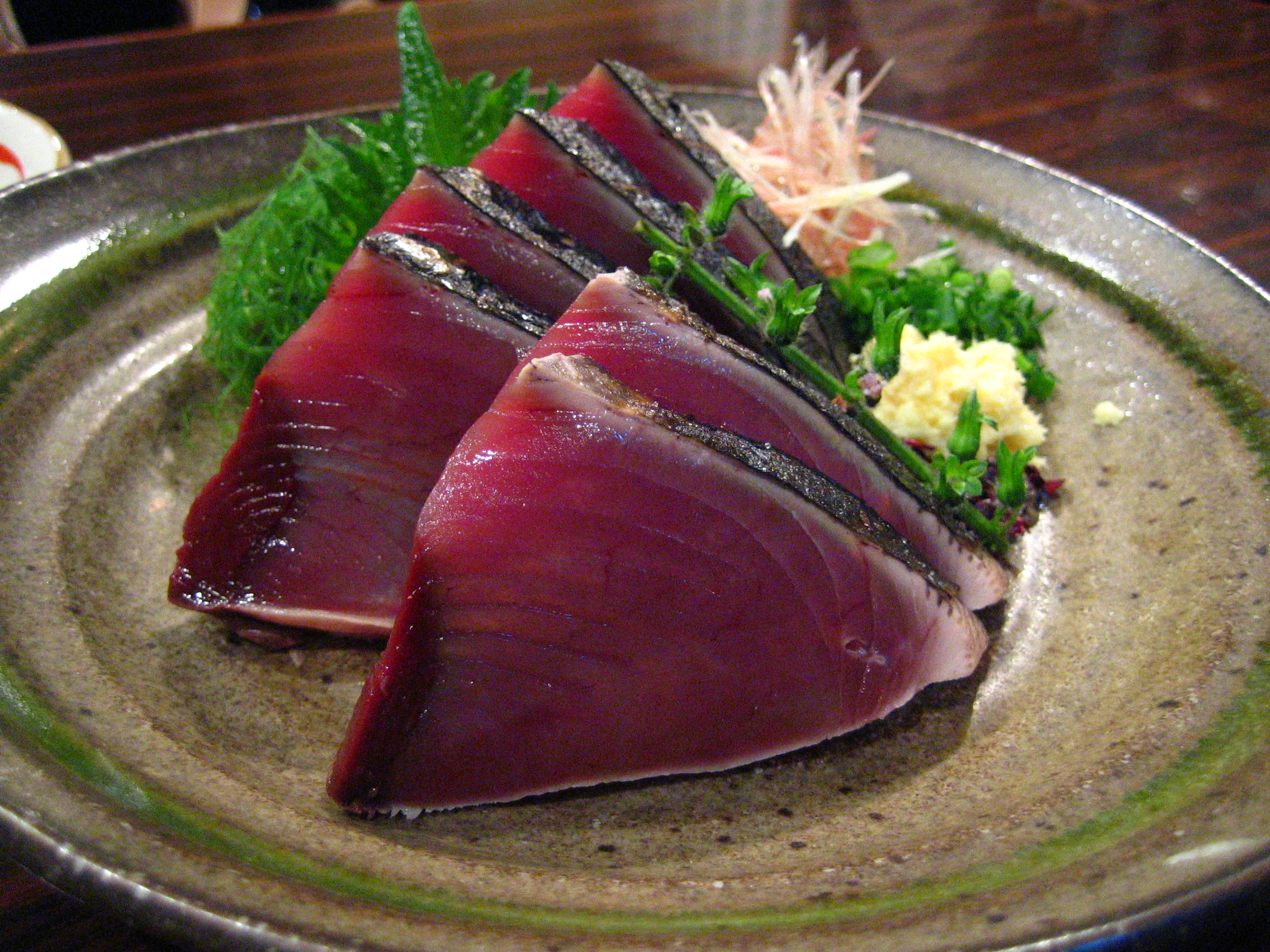
Katsuo no Tataki (ja) (tataki de bonite) au Japon